# Matvei Igonen
Matvei Igonen (Tallin, 2 de octubre de 1996) es un futbolista estonio que juega en la demarcación de portero para el Botev Plovdiv de la Primera Liga de Bulgaria.

## Selección nacional
Tras jugar en varias categorías inferiores de la selección, finalmente hizo su debut con la selección absoluta el 23 de noviembre de 2017 en un encuentro amistoso contra Vanuatu que finalizó con un resultado de 0-1 a favor del combinado estonio tras el gol de Frank Liivak.

## Clubes
| Club                       | País     | Año       | Partidos | Goles |
| -------------------------- | -------- | --------- | -------- | ----- |
| FC Infonet II              | Estonia  | 2012-2015 | 14       | 0     |
| FC Infonet Tallinn         | Estonia  | 2012-2017 | 158      | 0     |
| Lillestrøm SK 2            | Noruega  | 2018-2019 | 13       | 0     |
| Lillestrøm SK              | Noruega  | 2018-2020 | 7        | 0     |
| FC Flora                   | Estonia  | 2019-2021 | 81       | 0     |
| Podbeskidzie Bielsko-Biała | Polonia  | 2022-2023 | 41       | 0     |
| F. C. Hebar Pazardzhik     | Bulgaria | 2023-2024 | 16       | 0     |
| Botev Plovdiv              | Bulgaria | 2024-     | 15       | 0     |

## Palmarés

### Títulos nacionales
| Título               | Club               | País     | Año  |
| -------------------- | ------------------ | -------- | ---- |
| Meistriliiga         | FC Infonet Tallinn | Estonia  | 2016 |
| Supercopa de Estonia | FC Infonet Tallinn | Estonia  | 2017 |
| Copa de Estonia      | FC Infonet Tallinn | Estonia  | 2017 |
| Meistriliiga         | FC Flora           | Estonia  | 2019 |
| Meistriliiga         | FC Flora           | Estonia  | 2020 |
| Supercopa de Estonia | FC Flora           | Estonia  | 2021 |
| Copa de Bulgaria     | Botev Plovdiv      | Bulgaria | 2024 |